# Шрі Муляні Індраваті
Шрі Муляні Індраваті (яван. ꦯꦿꦲꦶ꧈ꦩꦸꦭꦾꦟꦶ꧈ꦆꦤ꧀ꦢꦿꦮꦠꦶ; індонез. Sri Mulyani Indrawati) (нар. 26 серпня 1962, Бандар-Лампунг) — індонезійський економіст і державний діяч. Керівний директор Групи Світового банку (з 2010). Міністр планування національного розвитку Індонезії (2004—2005), міністр фінансів Індонезії (2005—2010), міністр-координатор з питань економіки Індонезії (2008—2009).
Під керівництвом Шрі Муляні Індраваті в індонезійській економіці було проведено ряд перетворень, що призвело до значного економічного зростання і дозволило країні подолати Фінансову кризу 2007—2008 років. У 2014 році журнал Forbes поставив її на 38-у позицію в списку найвпливовіших жінок світу.

## Ранні роки життя
Шрі Муляні Індраваті народилася 26 серпня 1962 року в місті Танджунг-Каранг (нині Бандар-Лампунг, провінція Лампунг, Суматра), і була сьомою дитиною в родині викладачів університетів. Професора Сатмоко (індонез. SatmokoSatmoko) і його дружини Ретно Срінінгсіг (індонез. Retno SriningsihRetno Sriningsih). Як і багато яванців, вона має ім'я [[Санскрит|санскритського] походження і не має прізвища.: її перше ім'я, Шрі, в перекладі з санскриту означає «сяйво» або «розсіювання світла» і використовується яванцями як гоноратив, а також як частина жіночих імен; друге, Мульяні, походить від слова «муля» (індонез. mulyamulya) і означає «значуща», «цінна»; третє ім'я, Індраваті, складається із слова «Індра», імені бога війни і грози в індуїстській релігії, і суфікса «ват», передавального жіночий рід.
У 1986 році закінчила Індонезійський університет, а в 1992 році отримала магістерський і докторський ступінь в Іллінойському університеті в Урбана-Шампейн. У 2001 році переїхала в Атланту, де працювала консультантом Агентства США з міжнародного розвитку за програмами сприяння розвитку регіональної автономії в Індонезії, а також читала лекції з індонезійської економіки, як запрошений професор у Школі політичних досліджень імені Ендрю Янга в Університету Джорджії. У 2002—2004 роках обіймала посаду виконавчого директора в раді Міжнародного валютного фонду, представляючи економіки 12 країн Південно-Східної Азії.

## На посаді міністра фінансів
У 2005 році президент Сусіло Бамбанг Юдойоно призначив Шрі Муляні Індраваті міністром фінансів Індонезії. Одним з перших її кроків на новій посаді було проведення реформи податкових та митних органів, а також початок широкомасштабної боротьби з корупцією в цих органах; ці реформи отримали в цілому позитивні оцінки. Також їй вдалося збільшити приплив прямих інвестицій у країну: якщо в 2004 році вони склали 4,6 мільярдів доларів, то в 2005 році — 8,9 мільярдів.
У 2006 році Мульяні була названа міністром фінансів року за версією журналу Euromoney.
У 2007 році економічне зростання в Індонезії склало 6,6 %, що стало найкращим показником країни з 1997 року, що передував азійській фінансовій кризі. Незважаючи на те, що вже в наступному, 2008 році економіка впала на 6 %, у зв'язку з глобальною економічною кризою, Мульяні залишилася на посаді міністра фінансів. У липні 2008 року вона була додатково призначено міністром-координатором з питань економіки, змінивши на цьому посту Будіоно.
У серпні 2008 року журнал Forbes назвав Мульяні найвпливовішою жінкою в Індонезії і поставив її на 23-е місце в списку найвпливовіших жінок світу. До цього часу валютні резерви країни досягли історичного максимуму в 50 мільярдів доларів, а державний борг скоротився з 60 до 30 відсотків ВВП. Також за ініціативою Мульяні була переглянута система економічної стимуляції державних службовців: їм була значно піднята зарплата, що, поряд з жорсткими антикорупційними заходами, повинно було утримати їх від спокуси брати хабарі.
У 2007 і 2008 роках газета «Emerging Markets» називала Шрі Муляні Іддраваті міністром фінансів року в Азії.
У 2009 році, після переобрання Сусіло Бамбанга Юдхойоно на пост президента, Мульяні увійшла до складу нового кабінету. У тому ж році економіка Індонезії зросла на 4,5 %; Індонезія, поряд з Китаєм та Індією, ввійшла в число країн, де річне зростання економіки перевищив 4 %. За п'ять років, з 2005 по 2010 роки, число платників податків в Індонезії зросла з 4,35 млн до майже 16 млн, а податкові надходження досягли у 2010 році суми в 600 трильйонів індонезійських рупій.
В листопаді 2013 року британська газета The Guardian опублікувала статтю, що містять відомості, отримані від Едварда Сноудена, згідно з якими в 2009 році австралійська розвідка нібито здійснила злом мобільних телефонів провідних індонезійських урядовців, в тому числі і Шрі Муляні Індраваті. Прем'єр-міністр Австралії Тоні Ебботт визнав факт злому, заявивши, що діяльність є скоріше дослідженням (англ. research), ніж шпигунством, і що розвідка його країни залишає за собою право використовувати будь-які джерела для отримання інформації.

## На посаді керівного директора Світового банку
5 травня 2010 року Шрі Муляні Індраваті була призначена одним з трьох директорів групи Світового банку Вона замінила Жуана Жозе Дабуба (англ. Juan Jose Daboub), який завершив свою чотирирічну каденцію в червні 30, відвідавши 74 націй в Латинській Америці, Карибському басейні, Африці, в Тихому океані., змінивши Хуана Хосе Дабоуба; 1 червня того ж року вона вступила на посаду. Вона відповідає за економіку 74 країн Латинської Америки, Карибського басейну, Східної Азії та Тихоокеанського регіону, Близького Сходу та Північної Африки. Її відставка з поста міністра фінансів була названа в ЗМІ «втратою для Індонезії і придбанням для світу» (англ. Indonesia’s loss, and the World’s gain), і призвела до падіння фондового ринку на 3,8 % — найбільшому за останні 17 місяців, а також падіння курсу рупії відносно долара майже на 1 %. За даними деяких публікацій в ЗМІ, Муляні відправили у відставку під політичним тиском, особливо з боку Абуризала Бакрі — великого підприємця і політика, голови партії Голкар. Бакрі перебував у ворожнечі з Муляні через розслідування масового ухилення від податків в підприємствах Bakrie Group, ініційованого міністерством фінансів, відмови Муляні у наданні державних субсидій на розвиток вугільної промисловості, а також у зв'язку з тим, що Муляні відмовилась визнати грязьовий вулкан в Сідоарджо стихійним лихом і поклала відповідальність за його появу на Bakrie Group.
20 травня 2010 року президент Сусіло Бамбанг Юдойоно призначив наступником Мульяні Агуса Мартовардоджо, який керував на той момент банком Мандірі — найбільшим банком в країні.
У 2014 році журнал Forbes поставив Шрі Муляні Індраваті на 38-у позицію в списку найвпливовіших жінок світу.

### Шрі Муліані Індраваті і Україна
16 червня у Вашингтоні відбулась зусріч Шрі Муліані Індраваті з Володимиром Гройсманом на які директор банку запевнила у підтримці курсу України та підтримку проведення реформ в фіскальному секторах, енергетиці, системі соціального захисту та інших секторах.

## Скандал з «Bank Century»
Незадовго до відставки Індраваті з поста міністра фінансів ряд депутатів Ради народних представників (РНП) — членів партії Голкар звинуватили її в незаконному порятунку від банкрутства Bank Century у 2008 році. Міністра звинувачували в тому, що порятунок банку було зроблено без законних підстав і обійшлося державі в 6,7 трлн рупій (710 млн доларів). Мульяні заявила про те, що вважає свої дії з порятунку банку законними і заперечує свою провину, підкресливши при цьому, що для оцінки виправданості порятунку банку варто згадати про тяжке становище в світовій економіці в той період.
Юсуф Калла, віцепрезидент Індонезії в 2004—2009 роках і з 2014 року, піддав дії Мульяні жорсткій критиці, спростувавши твердження її прибічників — колишніх співробітників Банку Індонезії про те, що крах банку зробив би великий негативний вплив на національну економіку. «Скандал з Century Bank — це пограбування, той, хто підтримує Century Bank — підтримує грабіжника», — заявив він.
Спеціальна комісія РНП, створена для розслідування справи Century Bank і складається з представників усіх дев'яти фракцій парламенту, оголосила, що дії Муляні з порятунку банку свідчать про відмивання грошей і постановила передати подальше розслідування справи в поліцію та Комісію по боротьбі з корупцією.

## Особисте життя
Шрі Муляні Індраваті одружена з економістом Тоні Сумартоно (індонез. Tony SumartonoTony Sumartono), в їх родині троє дітей. Позиціонує себе як професійного економіста, який не має політичних пристрастей.